# Kirsty Lee Allan
Kirsty Allan, es una actriz australiana; conocida por interpretar a Rebecca Brown en la serie Sea Patrol.

## Biografía
Kristy nació en Dubbo. Sus padres son Peter y Robyn Allan; es la más chica de tres hijos, sus hermanos son Jason y Trent. 
Kirsty asistió al St John’s College, donde comenzó su amor a por el teatro y las artes escénicas. Comenzó su carrera como bailarina y modelo después de ganar un diploma en artes escénicas del Dance World Studios en South Melbourne, baila jazz, ballet, tap, contemporáneo, hip-hop y flamenco.

## Carrera
Kirsty ha aparecido en numerosas producciones teatrales incluyendo obras como Aladdin, Flamenco Rocks, Little Aussie Battleaxe, entre otras... Fue bailarina de respaldo para el grupo Shakaya, durante sus conciertos, en Australia. 
En el 2008 interpretó a Leanne Murdoch en la serie Swift and Shift Couriers.
Ese mismo año se unió al elenco principal de la segunda temporada de la serie Sea Patrol, donde interpretó a la energética, apasionada, cálida y generosa marinera, asistente médico y chef Rebecca Brown. Por su interpretación fue nominada a los premios logie en el 2009. En el 2009 mientras se encontraba filmando una escena para el episodio Heart of Glass, junto a su compañero Jay Ryan, ambos quedaron atrapados en un remolino potencialmente mortal en aguas infestadas de tiburones.
Kirsty interpretó a Rebecca hasta el último episodio de la cuarta temporada de la serie en el 2010, luego de que su personaje abandonara el bote después de que su romance con el marinero Leo "2Dads" Kosov se descubriera.
En 2016 apareció en la película Brock donde interpretó a la presentadora del tiempo Michelle Downes, la segunda esposa de Peter Brock (Matthew Le Nevez).

## Filmografía

### Series de Televisión
| Año         | Título                   | Personaje              | Notas              |
| ----------- | ------------------------ | ---------------------- | ------------------ |
| 2012        | CSI: NY                  | Teena Milford          | episodio "Sláinte" |
| 2008 - 2010 | Sea Patrol               | Rebecca "Bomber" Brown | 42 episodios       |
| 2008        | Swift and Shift Couriers | Leanne Murdoch         | 8 episodios        |
| -           | Pizza                    | Mesera Sharona         | -                  |

### Películas
| Año  | Título       | Personaje       | Notas                                                                                               |
| ---- | ------------ | --------------- | --------------------------------------------------------------------------------------------------- |
| 2016 | Brock        | Michelle Downes | junto a Matthew Le Nevez, Ella Scott Lynch, Brendan Cowell, Natalie Bassingthwaighte y Steve Bisley |
| 2011 | Sheep Impact | -               | junto a Steven Seagal & Martin Copping                                                              |

### Teatro
| Año | Obra                    | Personaje        | Director | Teatro | Notas |
| --- | ----------------------- | ---------------- | -------- | ------ | ----- |
| -   | Flamenco Rocks          | -                | -        | -      | -     |
| -   | Aladdin                 | Princess Jasmine | -        | -      | -     |
| -   | Little Aussie Battleaxe | -                | -        | -      | -     |

## Premios y nominaciones
| Año  | Categoría                      | Premio      | Serie      | Resultado |
| ---- | ------------------------------ | ----------- | ---------- | --------- |
| 2009 | Most Popular New Female Talent | Logie Award | Sea Patrol | Nominada  |